# بونيرة ضعيفة
بونيرة ضعيفة (الاسم العلمي:Ponera tenuis) هي نوع من حشرات تتبع جنس البونيرة من فصيلة النمليات.